# Konrad Bornhaupt
Konrad Bornhaupt (6 de Junho de 1920 - 15 de Abril de 1945) foi um comandante de U-Boot que serviu na Kriegsmarine durante a Segunda Guerra Mundial.